# Полёт Виктории (теленовелла, 2017)
«Полёт Виктории» (исп. El vuelo de la victoria) — мексиканская теленовелла, выпущенная в 2017 году под руководством продюсера Натали Лартильо для телестудии Televisa. Сценарий написан на основе венесуэльской теленовеллы «Сomo tú ninguna» Карлоса Ромеро. В названии теленовеллы заложена игра слов: слово «виктория» в значении «победа» и имя главной героини.
В ролях Паулина Гото, Андрес Паласиос и Мане де ла Парра.

## Сюжет
Сесилия, больная и обездоленная женщина, оставляет свою новорожденную дочь у ворот ранчо Сейс Потрос, владельцами которого является семья Сантибаньес. Сесилия надеется, что у её дочери будет жизнь лучше той, которую она может ей предложить.
Однако, девочку находит Ченча и берёт её под свою опеку. Ченча растит ребенка не нарушая покой владельцев дома, в особенности Глории де Сантибарьес, хладнокровной властной женщины.
Ребёнка назвали Викторией, ведь она уже добилась своей первой победы: выжила, несмотря на то, что её бросила мать. Девочка растёт в атмосфере покоя и радости. С четырёх лет она бегает босиком. Вполне вероятно, что судьба Виктории  – стать профессиональной бегуньей.
Агент по набору атлетов в национальную сборную, дон Клементе, приезжает в город и находит ту самую звездочку, которую он искал. У Виктории есть все шансы выиграть золото, но в 14 лет её обвиняют в аварии, в которую попала её лучшая подруга. В результате, Виктория вынуждена провести несколько лет в заключении. Однако её жизнь ещё не полностью разрушена. Ченча и Андрес, младший сын Глории, обещают быть рядом с ней, поддерживать до тех пор, пока Виктория не выйдет на свободу.
Андрес, несмотря на то, что его мать ненавидит Викторию и постоянно пытается отдалить их, остается верен своему обещанию, добиться освобождения Виктории и сделать её своей женой.
Когда Виктории исполняется 18, она выходит из тюрьмы. В ней все ещё теплится надежда стать великой спортсменкой. Однако, девушка должна принять решение, которое в дальнейшем повлияет на её судьбу. Ей придётся выбирать между своей мечтой стать бегуньей или остаться с Андресом, который всегда был рядом.
В городок снова приезжает дон Клементе и предлагает Виктории последний шанс, переехать в столицу, присоединившись к сборной по легкой атлетике. Девушка делает выбор в пользу своей мечты, бросая всё остальное, в том числе и Сесилию, которая вернулась в город с намерением вернуть дочь любой ценой.
В столице Виктория знакомится с Раулем, молодым врачом сборной. Рауль также был ведущим радио-шоу, которое слушала Виктория во время своего заключения. Любовь между Раулем и Викторией возникла ещё до того, как они встретились и теперь стала реальностью.
Кажется, теперь жизнь девушки обрела смысл, однако на её пути встают неожиданности и трудности. Виктория должна понять, что только дисциплина и тяжелая работа приведут её к успеху. Она свободна духом и ничто не помешает ей взлететь.

## В ролях
- Паулина Гото[исп.] — Виктория Тонантсин
- Андрес Паласиос[исп.] — Рауль де ла Пенья[1]
- Мане де ла Парра[исп.] — Андрес Сантибаньес и Калсада
- Хорхе Аравена — Хорхе Асеведо
- Рене Стриклер[исп.] — Клементе Мендиета
- Элисабет Альварес — Магдалена Санчес[2]
- Хорхе Поса — Хулио Монтаньо[3]
- Сусана Досамантес[исп.] — Глория, вдова де Сантибаньяс и Калсада[4]
- Вероника кон К[исп.] — Кресенсия «Ченча» Тонанцин
- Сусана Гонсалес — Исадора Дункан[5]
- Артуро Пениче — Браулио Савала[6]
- Eлена Роха — Мария Исабель, вдова де ла Пенья
- Наталиа Герреро[исп.] — Сесилия де Асеведо
- Роберто Бландон — Сантьяго Сантибаньес и Калсада[7]
- Хуан Пабло Хиль[исп.] — Артуро Асеведо[8]
- Габи Мальанадо[исп.] — Адриана Эрнандес
- Таня Лисардо[исп.] — Усумасинта «Синта»
- Мария Андреа Араухо — Таня
- Ева Седеньо[исп.] — Кристина Риваденейра Монтеро
- Ана Лорена Елорду — Эльза де ла Пенья
- Класира Гонсалес — Елена Сантибаньес и Калсада
- Пия Санс — Лус Кларита
- Бригитте Боззо — Анхела
- Эдуардо Паласиос — Элиас Замора
- Исадора Гонсалес[исп.] — Мирея
- Рафаэль Амадор — падре Эстебан
- Сусана Созано — Маритса Завала
- Маурисио Гарсия—Муела — Леонардо де ла Пенья
- Гильермо Авилан — Эрнесто Корал
- Лисетта Рома — Сулема
- Хорхе Гальегос[исп.] — Игнасио «Начо»
- Пьетро Вануччи — Сауль
- Херман Гутьеррес — Армандо
- Палмейра Крус — Милагрос
- Клаудия Бальят — Роса
- Артуро Муньос — адвокат Мандухано
- Руби Кардосо — Мигра
- Арена Ибарра — Росаура
- Мария Прадо — сеньора Нахера
- Алехандро Куетара — Феликс
- Андрес Б. Дуран — Альфредо
- Хайме Макео — Андрес Сантибаньес и Кальсада (ребенок)
- Алехандро Исагьерре — Сантьяго Сантибаньес (юноша)
- Орасио Панчери[исп.] — посетитель больницы
- Хорхе Ортин[исп.] — адвокат Карлоя Йепес
- Леонардо Андрейссен — Алехандро Тонантсин / Себастьян Савала
- Матиас Антуано — Феникс Монтаньо Сантибаньес и Калсада
- Херардо Сантинес — врач
- Даниэль Мартинес Кампос — Эмилиано

## Персонажи
- Виктория Тонантсин ( Паулина Гото[исп.]): Приёмный ребенок Ченчи, работницы ранчо Сантибаньес. Любит природу и свободу. Бег - её страсть. Горит желанием завоевать медаль, как профессиональный бегун. Мечтательница. Улыбчивая, ранимая и страстная, в тоже время умная, дерзкая и уверенная в себе. Оптимистка. Ей присуще принимать взвешенные решения в различных жизненных неурядицах.
- Рауль де ла Пенья (Андрес Паласиос[исп.]): Зрелый привлекательный мужчина с ярко выраженной индивидуальностью. Добрый и милый с окружающими, одновременно с этим серьёзен и строг. Заботится о своей племяннице, как о собственной дочери. Самостоятельно добился своего финансового благополучия и социального статуса. Как ведущий радио-шоу, дает советы и вдохновляет своих слушателей. Работает терапевтом в сборной по легкой атлетике.
- Андрес Сантибаньес и Калсада (Мане де ла Парра[исп.]): Импульсивный, но добросердечный парень; страстный и упорный. Влюблён в Викторию с юного возраста. Становится её адвокатом, чтобы помочь ей выйти из тюрьмы. Вырос в состоятельной семье. Его упорство и настойчивость иногда переходят в простое упрямство.
- Хорхе Асеведо (Хорхе Аравена): Приятной внешности элегантный мужчина, ответственный и трудолюбивый. Супруг Сесилии и отец Артуро. Все что у него есть, он заработал собственным трудом. Деликатен во всех смыслах этого слова. Лучший друг Рауля де ла Пенья. Рискует своим браком ради Адрианы.
- Клементе Мендиета (Рене Стриклер[исп.]): Спортивный агент по подбору атлетов, который увидел в Виктории потенциал. В молодости выиграл бронзовую медаль по легкой атлетике на Олимпийских играх 1968 года, но затем посвятил себя работе с молодыми спортсменами. Твердый, строгий, импульсивный и страстно борется за то, что считает справедливым.
- Магдалена Санчес (Элисабет Альварес): Угрюмая с биполярным расстройством женщина. Заботится об Эльзе, когда Рауль на работе. Одержима своей любовью к нему так, что даже готова сделать ему больно, только бы получить желаемое. Соперничает с Викторией за сердце Рауля и способна причинить ей вред, лишь бы удержать её подальше от него.
- Хулио Монтаньо (Хорхе Поса): Любезный, жадный, циничный и коварный человек. Не испытывает угрызений совести и действует только ради собственной выгоды. Управляет состоянием Сантибаньес и является личным советником Глории. Соблазнив Глорию и Елену, мать и дочь, намерен получить полный контроль над состоянием Сантибаньс.
- Глория, вдова де Сантибаньяс и Калсада (Сусана Досамантес[исп.]): Красивая, элегантная, высокомерная и злая женщина. Принадлежит высшему обществу и привыкла, чтобы окружающие делали только так, как хочет она. Смотрит свысока на тех, кто ниже неё по положению, груба и жестока с ними. Единственное, что пробуждает в ней человечность - это любовь к своим детям, особенно к Андресу.
- Ченча ( Вероника кон К[исп.]): Добрая, самоотверженная и трудолюбивая женщина. Коренная жительница местных земель, бедная, но очень достойная. Няня детей Глории Сантибаньес, удочерила Викторию, когда от нее отказались. Бережливая, терпеливая. Безоговорочно поддерживает Викторию в ее желании исполнить свою заветную мечту.

## Производство
В феврале 2017 года было подтверждено, что телестудия Televisa собирается снимать новую теленовеллу. Работа над ней началась в мае 2017 года, под руководством продюсера Натали Лартильо. На роль Рауля первоначально был выбран Пабло Монтеро, но в связи с проблемами с руководством, он покинул проект. У Сусаны Досамантес тоже были проблемы с руководством, поэтому её работа на съемочной площадке ограничилась всего несколькими эпизодами.

## Саундтрек
| Nº | Название             | Исполнитель     | Композитор                                                 | Продолжительность |
| -- | -------------------- | --------------- | ---------------------------------------------------------- | ----------------- |
| 1  | «Сomo tú ninguna»    | Патрисио Буанне | Хорхе Эдуардо Маргуйя Педраса Маурисио Эрнандес де Арриага | 3:21              |
| 2  | «Necesito a alguien» | Паулина Гото    | Хорхе Эдуардо Маргуйя Педраса Маурисио Эрнандес де Арриага | 2:48              |
| 3  | «Nada»               | Паулина Гото    | Хорхе Эдуардо Маргуйя Педраса Маурисио Эрнандес де Арриага | нет данных        |
| 4  | «Creo en tu amor»    | Паулина Гото    | Хорхе Эдуардо Маргуйя Педраса Маурисио Эрнандес де Арриага | 3:21              |